# Gymnázium Plzeň, Mikulášské nám. 23
Gymnázium v Plzni na Mikulášském náměstí je střední škola v Plzeňském kraji. Tento vzdělávací ústav byl založen roku 1906 jako II. česká státní reálka v Plzni se sídlem nejprve v Železniční ulici a poté po výstavbě nové budovy roku 1913 na Mikulášském náměstí 23.

## Historie

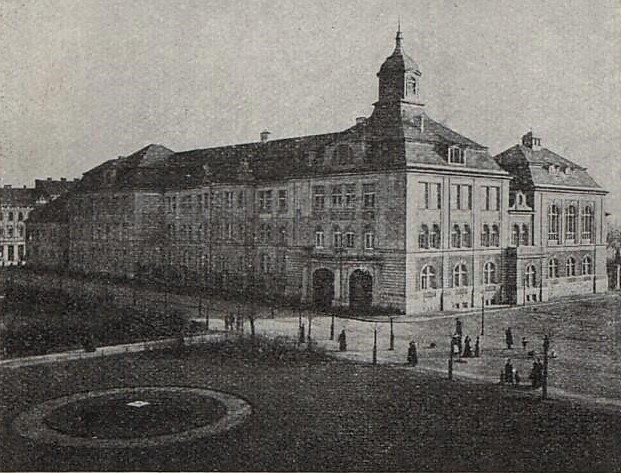
Druhá česká státní reálka Plzeň, 1923

V roce 1903 podala Plzeň žádost o zřízení druhé státní reálky. Tato žádost byla schválena v roce 1906 s tím, že počínaje školním rokem 1906/1907 bude každoročně otevřena jedna třída, aby se škola stala od školního roku 1912/1913 reálkou úplnou. Město přislíbilo věnovat škole pozemek na Mikulášském náměstí a vystavět zde do roku 1909 novou budovu. Slavnost svěcení nové školní budovy se ale konala později, 22. února 1914.
Během první světové války škola sloužila jako lazaret, během druhé světové války jako kasárna Luftschutzu. Jinak tu vždy byla střední škola – mezi válkami česká reálka, po válce střední všeobecně vzdělávací škola (SVVŠ, tzv. „jedenáctiletka“, resp. „dvanáctiletka“), od 1969 gymnázium – po válce až do roku 1990 nesla škola čestný název „Julia Fučíka“ podle komunistického novináře a bývalého žáka této školy.

### Budova
Stavbu projektovali architekti Rudolf Kříženecký a Ferdinand Havlíček, sochařskou výzdobu vytvořili František Hergesell mladší a Josef Pekárek
Jedná se o monumentální stavbu, kde se spojuje novobarokní styl s modernistickým pojetím. Budova má půdorys písmene „U“. 35 m vysoká věž na severozápadním nároží završuje vstupní rizalit s vestibulem, v severním křídle je tělocvična a školní aula (kaple sv. Jana Křtitele), k jižnímu křídlu je připojena patrová, původně obytná, budova na půdorysu „L“ a školní botanická zahrada.
V roce 2023 byla zahájena výstavba přístavby nové školní jídelny – výdejny jídel v prostorách části botanické zahrady školy. Dokončení stavebních prací je plánováno nejpozději do konce července 2024. Záměr výstavby se setkal s nesouhlasem Klubu alpinkářů Plzeň, který v botanické zahradě dlouhá léta působí. Negativní stanovisko ke stavbě vyjádřilo například také Územní odborné pracoviště v Plzni Národního památkového ústavu.

## Výuka
Škola má kapacitu pro 765 studentů. Má celkem 24 tříd značených od A do G. Nabízí čtyřleté, šestileté a osmileté studium ve všeobecných třídách nebo ve třídách se zaměřením na matematiku a přírodní vědy. Přírodovědné třídy mají oproti třídám s obecným zaměřením více hodin matematiky, fyziky a chemie. Žáci tříd s přírodovědným zaměřením jsou povinni vykonat zkoušku z jednoho přírodovědného předmětu. Na škole pracuje 57 pedagogických pracovníků. Žáci školy jsou úspěšní v širokém spektru předmětových soutěží – to dokládá i 3. místo v kategorii gymnázií o nejúspěšnější školu v soutěžích, pořádanou Plzeňským krajem.

## Školní aktivity

### Školní projekty
Škola je zapojena do dlouhodobé výměny studentů prostřednictvím programů AFS. Dále je dlouhodobým partnerem s Gymnáziem C. F. Gausse ve Schwandorfu a s Lyceem v Châteaubriant. S těmito partnery škola organizuje pravidelné výměnné pobyty. Gymnázium Plzeň, Mikulášské nám. 23, je fakultní školou Matematicko-fyzikální fakulty Univerzity Karlovy.

### Studentské orgány
Studentský parlament je nejvyšší samosprávná organizace studentů Gymnázia, Plzeň, Mikulášské nám. 23. Pořádá například mezitřídní kvíz s učiteli Stupíz nebo šachový turnaj Stuchess. Dále každoroční burzu učebnic nebo mikulášskou nadílku.

### Studentské projekty
Na škole fungoval studentský časopis, vedený studenty vyššího gymnázia. Nezávislý magazín Mikulášský deník od školního roku 2022/2023 vycházel i v tištěné verzi.

## Názvy školy v průběhu její existence
- 1906–1941: II. česká státní reálka v Plzni, Železniční ulice (1906–1914), Mikulášské náměstí 23 (1914–1918), Masarykovo náměstí (1918–1940)
- 1941–1945: Realgymnasium in Pilsen, Nikolausplatz – Reálné gymnasium v Plzni, Mikulášské náměstí
- 1945–1949: Státní reálné gymnasium v Plzni, Mikulášské náměstí
- 1949–1953: Gymnasium v Plzni, náměstí Odborářů
- 1953–1961: I. jedenáctiletá střední škola (od 27. 4. 1956 J. Fučíka), Plzeň, nám. Odborářů
- 1961–1969: Střední všeobecně vzdělávací škola J. Fučíka, Plzeň, nám. Odborářů
- 1969–1990: Gymnázium J. Fučíka, Plzeň, nám. Odborářů
- od 1990: Gymnázium, Plzeň, Mikulášské nám. 23

## Ředitelé školy
1. Josef Strnad (1906–1914)
2. František Bartoš (1914–1918)
3. Bohumil Jirsík (1919–1921)
4. Eduard Pleva (1921–1931)
5. Josef Pelnář 1931–1950?
6. Vojtěch Ježek (in memoriam – s účinností od 28. října 1944, popraven 13. dubna 1945 v Lipsku)[pozn. 1]
7. Jaroslav Devetter (1950–1953)
8. František Belšán (1953–1971)
9. Jaroslava Fenclová (1971–1976)
10. Hedvika Kosová (1976–1980)
11. Jan Tíkal (1980–1982)
12. Zdeněk Mírka (1982–1986)
13. Olga Vrbíková (1986–1990)
14. Věra Míková (1990–1996)
15. Josef Trneček (1996–2012)
16. Petr Mazanec (2012–2024)
17. Jan Hosnedl (od 2024)